# Pteraster corynetes
Pteraster corynetes är en sjöstjärneart som beskrevs av Fisher 1916. Pteraster corynetes ingår i släktet Pteraster och familjen knubbsjöstjärnor.
Artens utbredningsområde är Filippinerna. Inga underarter finns listade i Catalogue of Life.